# Congresso da Liga dos Comunistas da Iugoslávia
O Congresso foi o fórum máximo da Liga dos Comunistas da Iugoslávia (LCI), o partido governante da República Socialista Federativa da Iugoslávia. Avaliou as atividades dos órgãos da LCI eleitos no último congresso e adotou, alterou e complementou o estatuto e o programa. O programa do partido discutiu questões importantes no desenvolvimento socialista da Iugoslávia e nos assuntos internacionais do país. O congresso avaliou, decidiu sobre a elegibilidade e elegeu os candidatos apresentados pelos ramos da LCI ao Comitê Central, à Comissão de Questões Estatutárias e à Comissão de Supervisão. 
O presidente em exercício da LCI presidiu aos trabalhos do congresso até que os delegados elegeram a Presidência Operacional do Congresso e a Comissão para a Verificação da Eleição dos Órgãos da LCI (CVEO).  Após a eleição dos referidos órgãos, o CVEO analisaria os relatórios apresentados pelas comissões nomeadas e eleitas das filiais da LCI. Em caso de reclamações relacionadas a eleições específicas, o CVEO iniciaria uma investigação para avaliar a legitimidade da eleição e relataria suas descobertas ao congresso. Mais tarde, o CVEO apresentaria uma proposta delineando a composição dos órgãos a serem eleitos pelo congresso. Após os relatórios e sugestões feitos pelo CVEO, o congresso abriu uma audiência. Caso algum delegado do congresso tenha comentado sobre o processo de verificação e eleição, esse delegado poderá enviar um comentário por escrito ao CVEO. O Comitê Central da LCI, a Comissão de Questões Estatutárias e a Comissão de Supervisão foram eleitos por votação pública, com os delegados votando em uma lista de composição proposta para esses órgãos, em vez de em candidatos individuais. Inicialmente, havia um excedente de indicados em relação ao número de cadeiras disponíveis para eleição. O CVEO foi autorizado a propor uma lista unificada, o que significava que os indicados que não estavam na lista eram excluídos da votação pública. Os delegados do Congresso tinham o direito de contestar indivíduos na lista do CVEO e, se isso ocorresse, o membro em questão teria que ser eleito por voto secreto. Os membros ex officio do Comité Central da LCI não foram eleitos pelo congresso e foram verificados por uma sessão do Comité Central da LCI. 
Em seus últimos anos, de 1974 até sua dissolução (e de 1948 a 1952), a LCI convocou o congresso a cada quatro anos. Anteriormente, de 1964 a 1974, o estatuto estipulava que ela deveria ser convocada a cada cinco anos. De 1952 a 1964, foi convocado a cada seis anos, e foi convocado irregularmente antes do 5º Congresso em 1948.  Somente o Comitê Central da LCI poderia adotar uma decisão para convocar o congresso e tinha que fazê-lo pelo menos três meses antes de sua abertura. A decisão deveria incluir o projeto de agenda proposto e informações sobre os trabalhos preparatórios para a sua convocação.  [b] O Comité Central da LCI poderá também convocar um congresso extraordinário por sua iniciativa ou a pedido do congresso ou conferência de uma das secções da LCI. Caso um congresso extraordinário fosse convocado, o Comitê Central da LCI teria que tornar pública a pauta e o modo de preparação do material relevante, bem como a justificativa para a convocação de um congresso extraordinário. O Comité Central da LCI teve de decidir publicamente sobre a convocação de um congresso extraordinário pelo menos três meses após a proposta ter sido apresentada.  Parte do trabalho preparatório do congresso era eleger os delegados do congresso. Uma decisão especial do Comitê Central da LCI determinou os critérios para a eleição dos delegados do congresso. Eles deveriam ser eleitos proporcionalmente ao número de membros que a filial da LCI em questão tinha. Além desses delegados, foi eleito um certo número de delegados de cada ramo republicano da LCI, o mesmo número para cada um deles, bem como o número “apropriado” de delegados das províncias autônomas e da organização do partido no Exército Popular Iugoslavo. Os membros do Comité Central da LCI, da Comissão de Questões Estatutárias e das Comissões de Supervisão tinham os mesmos direitos que os delegados do congresso, excepto o direito de votar no relatório e na dissolução do órgão a que pertenciam. 

## Convocações
| Convocação     | Tipo           | Duração                     | Duração | Delegados | Local                 | Presidente       | Ref.   |
| -------------- | -------------- | --------------------------- | ------- | --------- | --------------------- | ---------------- | ------ |
| 1.º Congresso  | Ordinário      | 20–23 de abril de 1919      | 4 dias  | 432       | Belgrado, Iugoslávia  |                  | [ 6 ]  |
| 2.º Congresso  | Ordinário      | 20–25 de junho de 1920      | 5 dias  | 374       | Vukovar, Iugoslávia   |                  | [ 7 ]  |
| 3.º Congresso  | Ordinário      | 14–22 de maio de 1926       | 6 dias  | 48[c]     | Viena, Áustria        |                  | [ 8 ]  |
| 4.º Congresso  | Ordinário      | 5–16 de novembro de 1928    | 11 dias | 25        | Dresden, Alemanha     |                  | [ 9 ]  |
| 5.º Congresso  | Ordinário      | 21–28 de julho de 1948      | 8 dias  | 2,344     | Belgrado, Iugoslávia  | Josip Broz Tito  | [ 10 ] |
| 6.º Congresso  | Ordinário      | 2–7 de novembro de 1952     | 6 dias  | 2,022     | Zagreb, Iugoslávia    | Josip Broz Tito  | [ 11 ] |
| 7.º Congresso  | Ordinário      | 22–26 de abril de 1958      | 5 dias  | 1,791     | Ljubljana, Iugoslávia | Josip Broz Tito  | [ 12 ] |
| 8.º Congresso  | Ordinário      | 7–13 de dezembro de 1964    | 7 dias  | 1,442     | Belgrado, Iugoslávia  | Josip Broz Tito  | [ 13 ] |
| 9.º Congresso  | Ordinário      | 11–15 de março de 1969      | 5 dias  | 1,287     | Belgrado, Iugoslávia  | Josip Broz Tito  | [ 14 ] |
| 10.º Congresso | Ordinário      | 27–30 de maio de 1974       | 4 dias  | 1,666     | Belgrado, Iugoslávia  | Josip Broz Tito  | [ 15 ] |
| 11.º Congresso | Ordinário      | 20–23 de junho de 1978      | 4 dias  | 2,283     | Belgrado, Iugoslávia  | Josip Broz Tito  | [ 16 ] |
| 12.º Congresso | Ordinário      | 26–29 de junho de 1982      | 4 dias  | 1,721     | Belgrado, Iugoslávia  | Dušan Dragosavac | [ 17 ] |
| 13.º Congresso | Ordinário      | 25–28 de junho de 1986      | 4 dias  | 1,742     | Belgrado, Iugoslávia  | Vidoje Žarković  | [ 18 ] |
| 14.º Congresso | Extraordinário | 20–23 de janeiro de 1990[d] | 4 dias  | 1,654     | Belgrado, Iugoslávia  | Milan Pančevski  | [ 19 ] |